# (39549) Casals
(39549) Casals es un asteroide perteneciente al cinturón de asteroides descubierto el 27 de febrero de 1992 por Freimut Börngen desde el observatorio Karl Schwarzschild en Tautenburg, Alemania.

## Designación y nombre
Designado provisionalmente como 1992 DP13. Fue nombrado Casals en homenaje a Pau Casals (1876-1973), uno de los músicos españoles más destacados del siglo XX.

## Características orbitales
Casals está situado a una distancia media del Sol de 2,7843 ua, pudiendo alejarse hasta 3,1324 ua y acercarse hasta 2,4362 ua. Su excentricidad es 0,125 y la inclinación orbital 9,7045 grados. Emplea 1696,99 días en completar una órbita alrededor del Sol.

## Características físicas
La magnitud absoluta de Casals es 14,8, tiene un diámetro de 6,669 km y su albedo se estima en 0,055.